# Doctor philosophiæ
Doctor philosophiae, dr.phil. (Danmark) eller dr.philos. (Norge), er en doktorgrad ved universiteter i Danmark og Norge, der har rødder tilbage til 1824. Graden er den højeste akademiske grad i Danmark inden for humanistiske fag og psykologi, tidligere også i naturvidenskaberne. I Norge findes graden inden for alle fagområder. Graden findes også i Sverige, oversat til svensk som filosofie doktor (ofte forkortet fil.dr. eller FD).
Dr.phil.-graden giver indehaveren de samme rettigheder ved det universitet i Danmark, hvor graden er udstedt, som følger med habilitation i Tyskland.
Den danske ph.d.-grad er ikke en doktorgrad men en grad indplaceret imellem kandidatgraden og doktorgraden. I engelsksprogede lande er graden Ph.D. (philosophiae doctor) en doktorgrad med det fulde navn Doctor of Philosophy. Det giver undertiden forståelsesmæssige problemer, at ph.d. i Danmark ikke er en forkortelse for en doktorgrad.